# Irlands historie
Irlands historie rækker tilbage til omkring 8000 f.Kr., da de første jægere og samlere drog fra Storbritannien og det kontinentale Europa til Irland, formentlig via en tange. Det er også muligt, at der var landforbindelse til Irland mellem nutidens Skotland og Nord-Irland, hvor afstanden er kortest. Der findes meget få spor fra den tidligste befolkning, men både deres efterkommere og nogle, der indvandrede i den yngre stenalder, specielt fra den iberiske halvø, efterlod sig store, neolitiske fundsteder som Newgrange. Efter at de kristne missionærer (mest kendt er Sankt Patrick i det 5. århundrede) var nået til øen, blev den hedenske religion underordnet kristendommen fra cirka 600.
Fra omkring 800 og mere end et århundrede frem skabte angreb fra vikinger blodbad og kaos blandt befolkningen, i de forskellige regionale kongeslægter og i den irske klosterkultur, der var den blomstrende og vidt udbredte keltiske kristendoms kerne. Begge viste sig dog stærke nok til at overleve overfaldene og endda assimilere indvandrerne. De anglonormanniske lejetroppers kom i 1169 under ledelse af Richard de Clare, 2.jarl af Pembroke, også kendt som "Richard Strongbow". De markerede begyndelsen på mere end 700 års først normannisk, og senere engelsk, direkte indblanding i Irlands forhold. Den engelske krone krævede først fuld kontrol med øen fra Den engelske reformation, hvor spørgsmål om de irske vasallers loyalitet skabte grobund for en række militære felttog 1534-1691. Perioden blev endvidere præget af en engelsk bosættelsespolitik, der førte til ankomsten af tusindvis af engelske og skotske protestantiske bosættere. Da det militært og politisk nationale Irlands nederlag blev tydeligere fra starten af det 17. århundrede, blev de religiøse skillelinjer i landet mere udtalt. Nu blev religiøst betonede stridigheder et stadigt tilbagevendende fænomen i irsk historie.
I 1613 mistede det katolske flertal magten i det irske parlament, da der kom nye valgkredse. Det var en engelsk konstruktion, som blev ført fuldstændig igennem ved slutningen af århundredet, da katolikkerne, der udgjorde 85 % af befolkningen, fik stemmeretten inddraget. Den politiske magt lå hos mindretallet, de protestantiske bosættere, mens den katolske majoritet blev undertrykt systematisk, både politisk og økonomisk. I 1801 blev det selvstændige parlament nedlagt, og Irland blev med unionsloven en del af Det Forenede Kongerige Storbritannien og Irland. Katolikker forblev udelukket fra at sidde i det fælles parlament til 1829.
Fra 1880'erne stræbte Irish Parliamentary Party efter irsk hjemmestyre gennem parlamentarisk pres. Det så ud til at være lykkedes med vedtagelsen af den 3. hjemmestyrelov i 1914, som dog blev udskudt ved udbruddet af 1.verdenskrig. Efter den irske uafhængighedskrig i 1922 løsrev de 26 syd-, og vestlige grevskaber sig for at danne Den Irske Fristat (efter 1948 Den Irske Republik). De seks nordøstlige grevskaber i landskabet Ulster, kendt som Nordirland, havde protestantisk flertal og forblev en del af Det Forenede Kongerige. Nordirlands moderne historie har været præget af opblussende, religiøst prægede konflikter mellem nationalister (primært katolske) og unionister (primært protestanter). Konflikten brød atter ud i slutningen af 1960'erne (The Troubles) og varede ved, til der blev sluttet en skrøbelig fred 30 år senere.
I det 21. århundrede fremmede støtte fra EU og en meget bevidst satsning på lav beskatning af virksomheder udviklingen af et blomstrende erhvervsliv i Den Irske Republik. Især inden for IT-branchen og i byggesektoren var der voldsom fremgang, og det så ud til, at irerne var kommet ud af fattigdommen, men da ramte den økonomiske krise landet i 2008, og krak i bygge- og finanssektorerne slog bunden ud af landets økonomi. I 2011 kæmper en nyvalgt regering med at foretage de drastiske beskæringer af de offentlige udgifter, som EU's redningsplan er gjort betinget af.

## Tidlig historie, 8000 f.Kr. – 400
Vores begrænsede kendskab til det før-kristne Irland kommer fra ganske få romerske kilder, irsk poesi og mytologi samt arkæologi. De tidligste indbyggere menes at være kommet til øen, da klimaet blev mildere og indlandsisen smeltede omkring 8000 f.Kr.. Omkring 4000 f.Kr. begyndte dyrkningen af jorden på den sydvestlige del af kontinentet og medførte etableringen af en væsentlig yngre stenalderkultur, karakteriseret ved lervarer, afpudsede stenredskaber, rektangulære træhuse, forhistoriske fællesgrave, hvoraf nogle er jættestuer som Newgrange, Knowth og Dowth, mange af dem astronimisk indrettet (mest berømt er Newgrange). Man har identificeret fire hovedtyper af forhistoriske grave: Dysse, Hof Stendysser, Jættestue og Gravkamre. I Leinster og Munster har man fundet enkelte små grave af stensamlinger, der kaldes hellekister, under jordhøje udsmykket med lerkunst. Denne kultur har tilsyneladende blomstret, og øen er blevet tættere befolket. Henimod slutningen af den yngre stenalder begyndte nye monumenter at dukke op som cirkulære indhegninger af sten og tømmer, sten og pæle og huleindhegninger.
Bronzealderen begyndte, da kobber og tin blev legeret, og der blev skabt genstande; det skete omkring 2000 f.Kr., da Ballybeg fladklingede økser og dermed forbundet metalarbejde blev lavet. Den forudgående periode med Lough Ravel og mange Ballybeg økser.
Kobberalderen begyndte omkring 2500. Perioden var endvidere præget af forarbejdet guld, bronzeornamenter, våben og værktøj. Man oplevede en bevægelse væk fra de forhistoriske fællesgrave, og de døde begravedes i hellekister eller i lave huller, der kunne være placeret på kirkegårde, i stencirkler eller høje kendt som Gravhøje eller Varder. I den senere del af perioden begyndte ligbrænding, og i gravene fra den midterste periode i bronzealderen er det sædvanligt at finde urner.
Jernalderen i Irland begyndte omkring 600 f.Kr. Til 431 udvikledes de vigtigste kongeriger som In Tuisceart, Airgialla, Ulaid, Mide, Laigin, Mumhain og Cóiced Ol nEchmacht. Indenfor disse kongeriger udviklede der sig en vigtig kultur. Samfundene var præget af en overklasse af aristokratiske krigere og lærte folk, formodentlig også Druider.
I det 17. århundrede fandt sprogforskere frem til, at de talte et sprog kendt som Goidelisk, en gren af Keltiske sprog. Oprindelig er det blevet forklaret med en udefrakommende keltisk invasion fra kontinentet. Imidlertid har undersøgelser foretaget i det 20. århundrede modbevist det, og det viser sig at den keltiske kulturindflydelse kom fra den sydvestlige del af Europa fra yngre stenalder og helt frem til bronzealderen. Arkæologisk er der ikke meget der underbygger at store bølger af immigranter skulle have trængt ind i Irland. Den hypotese man i dag hælder til, er at Irlands oprindelige bronzealderbefolkning gradvist har optaget keltisk indflydelse, en tese som moderne genetisk forskning i øvrigt også understøtter.
Romerne kaldte Irland for Hibernia. Cirka 100 beskrev Ptolemæus den irske geografi og de irske stammer. Irland blev aldrig en del af Romerriget, men romersk indflydelse nåede ofte langt ud over de formelle grænser. Tacitus skrev at en eksileret irsk prins var med Agricola i Britannia og ville tage hjem for at tage magten i Irland. Juvenal beretter, at romerske "tropper havde samlet sig ud for Irlands kyster". I de seneste år har der været hypoteser fremme om, at romersk støttede gæliske soldater (eller romerske tropper) har forsøgt sig med en art invasion omkring år 100, men præcist hvilket forhold der var mellem Rom og Hibernia hviler på usikker viden.
Under den Store Sammensværgelse i 367 angreb irske forbund Britannia og bosatte sig der.

## Det tidlige kristne Irland, 400 – 800
Irland gennemgik drastiske ændringer i de første århundreder af det første årtusinde.
Niall Noigiallach (død ca. 450 e.Kr.) lagde fundamentet for Uí Néill-dynastiets magt i det nordlige, vestlige og centrale Irland. Politisk gik man fra det tidligere stammemæssige tilhørsforhold over til arvedynastier, der sikrede en bestemt slægts magtbasis, en overgang der var gennemført i 700. Mange af de tidligere magtfulde kongeriger og klaner forsvandt. Irske pirater angreb det vestlige England på samme måde som de selv senere ville blive angrebet af vikinger. De irske angreb afstedkom grundlæggelse af nye kongeriger i Pictland, Wales og Cornwall. Attacottiklanen i det sydlige Leinster har endda muligvis tjent i den romerske hær omkring år 300 e.Kr.
Det er ikke usandsynligt at denne kulturudveksling også var den der bragte kristendommen til Irland, i form af rige hjemvendte lejesoldater, handelsfolk eller stjålne slaver i Wales og Britannia. Tidlige kilder viser at der var kristne missionærer aktive i Irland lang tid før St. Patrick. Uanset hvordan denne ny religion fandt sin vej til Irland, fik den en gennemgribende og bestandig effekt på øen.
Den traditionelle forklaring på kristendommens komme til Irland lyder, at Sankt Patrick ankom i 432 e.Kr. og i årene der fulgte begyndte det missionsarbejde, der skulle få irerne til at konvertere til kristendom. Til det kan man indvende at den samtidige krønikeskriver Prosper af Acquitaine har nedfældet, at Palladius var sendt til Irland af paven i 431 som "den første biskop i den irske kristne tro", hvilket må betyde at der allerede har været kristne i Irland. Det tyder på at Palladius fungerede som biskop i de allerede kristnede områder i Leinster og Meath, – mens at St. Patrick, – der kan være ankommet så sent som 461 - menes at have arbejdet som missionær i de hedenske og mere fjerntliggende områder som Ulster og Connacht.
Patrick tillægges traditionelt at han bevarede og beskyttede de oprindelige sociale-, og stammemæssige mønstre blandt irere, han indordnede lovene og ændrede kun de der gik imod kristen praksis. Han tillægges også indførelsen af det romerske alfabet, der gav irske munke mulighed for at bevare deres udbredte keltiske mundtlige tradition. Der er dog ikke fundet noget historisk belæg der understøtter at man netop skal kunne tillægge St. Patrick disse bedrifter. Myterne der omgærder St. Patrick, blev skabt af kirken i århundrederne efter hans død.
De gamle druidetraditioner forsvandt i takt med at den ny religion vandt frem og endeligt i forbindelse med den sult og pest der fulgte i forbindelse med klimaændringerne i 535-536. I tiden der fulgte oplevede man irske lærdes fremragende arbejde indenfor latinske værker og kristen teologi der blomstrede i de følgende århundreder. Irske missionærer tog til såvel Britannia og det kontinentale Europa hvor keltisk kristendom udbredtes og lærde fra hele Europa kom til Irland. En kombination af dygtighed og isolation gjorde at fremragende latinske værker blev bevaret her op igennem middelalderen. Irske klostre producerede den såkaldte Ø-kunst, mest udmærket ved illuminerede manuskripter som Book of Kells, Ardaghkalken og de mange udskårne højkors der findes over hele øen. Øens stilarter fik en kraftig effekt på såvel den romanske som den gotiske stilart der efterfølgende brød frem i Kontinentaleuropa. Perioden er også kendt for ringforter og bjergforter.
Det var også i denne periode at englænderne første gang engagerede sig i Irland. I 684 invaderede en northumbrisk styrke, under kong Ecgfrith den irske ø. Det lykkedes de engelske styrker at tilfangetage en del og skaffe sig et pænt bytte, men det ligger fast at de ikke forblev i Irland længe. Englænderne ville først engagere sig på ny i Irland omkring et halvt årtusinde længere fremme da normannerne erobrede Irland i 1169.

## Tidlig middelalder, 800-1166
Hovedartikel Irland i den tidlige middelalder
Middelalderen i Irland regnes for at være begyndt da vikingerne begyndte at foretage plyndringstogter mod øen. Det tidligste tilfælde der kendes er norske vikingers angreb i 795, der typisk for de tidlige angreb foregik hurtigt og var små i skala. De tidlige angreb markerede afslutningen på en gylden tidsalder med rigdom og kulturelt herredømme og begyndelsen på en tid præget af afbrudte krige og gentagne bølger af plyndringer af klostre og byer foretaget af vikinger. De fleste af de tidlige angreb havde udgangspunkt fra fjordene i det vestlige Norge.
Vikingerne havde mulighed for at nå så langt i kraft af deres suveræne ekspertise inden for skibsbyggerkunst, med deres såkaldte langskibe kom de vidt omkring i verden og fra starten af 840´erne var de begyndt at blive langs de irske kyster over vinteren. Vikingerne var med til at grundlægge mange byer; mest berømt er Dublin, Limerick, Wexford og Waterford. Skriftlige beretninger fra samtiden (cirka 840) viser at vikingerne, via floderne, kom længere ind i landet på deres plyndringstogter for derefter at trække sig tilbage til deres bebyggelser ved kysterne.
I 852 gik vikingerne i land ved Dublin Bugt og grundlagde et fort. Efter et par generationers samliv mellem irere og nordboere opstod den såkaldte race Gall-Gael (Gall betød udlænding dengang).
Vikingerne opnåede dog aldrig en total kontrol med Irland, men støttede og bekrigede skiftevis forskellige lokale konger og høvdinge. Slaget ved Clontarf i 1014 markerede begyndelsen på enden for vikingernes magt i Irland. Byerne som vikingerne havde grundlagt fortsatte dog med at blomstre og handel blev en vigtig del af den irske økonomi.

## Den sene middelalder i Irland, 1167-1534

### Normannernes komme 1167-85
Tekst mangler, hjælp os med at skrive teksten

### Det anglonormanniske herredømme 1185-1254
Tekst mangler, hjælp os med at skrive teksten

### Gælisk genkomst, – normannisk forfald 1254-1536
Tekst mangler, hjælp os med at skrive teksten

## Det tidligt moderne Irland, 1536-1691

### Reformation og den protestantiske dominans, 1536-1607
I 1536 besluttede Henrik VIII at generobre Irland og bringe det under kontrol. Fitzgeraldklanen der regerede Irland for englænderne i det 15.århundrede var blevet for utilregnelige for Tudor-dynastiet. I 1487 havde de inviteret tropper fra Burgund til Dublin for at krone Lambert Simnel fra York-slægten til engelsk konge og igen i 1536 havde Fitzgeraldklanen gjort oprør mod den engelske krone under ledelse af Silke-Thomas. Efter Henrik VIII havde nedkæmpet denne opstand, besluttede han sig for at lægge Irland under den britiske regerings kontrol for at forhindre oprør i fremtiden. I 1541 ophøjede Henrik VIII Irland fra at være et herredømme til at være kongedømme. Henrik blev udnævnt til konge af Irland samme år ved en samling i det irske parlament. Det var den første samling, hvor såvel gæliske høvdinge som hibernonormanniske aristokrater deltog. Med den institutionelle ramme med regeringen var første skridt taget. Næste skridt var at udvide den engelske kontrol over Irland til alle dets krævede territorier. Det der skulle vise sig at tage næsten et århundrede.
Generobringen af Irland blev først fuldført ved overgangen mellem Elizabeth I og James I omkring år 1600 (for nærmere detaljer se Desmondopstandene 1569-73, 1579-83 og Niårskrigen 1594-1603). Fra 1603 lykkedes det, at knække den irske modstand og det lykkedes de engelske myndigheder at etablere en administration i Dublin, der havde kontrol over hele Irland og som fik afvæbnet de indfødte. Englænderne havde ikke megen succes med at få irerne til at konvertere til protestantisme og den hårdhændede måde som den engelske krone benyttede sig af for at pacificere landet skabte megen bitterhed over det engelske styre.
Fra midten af det 16. århundrede og til midten af det 17. århundrede førte den engelske krone en koloniseringspolitik kendt som "Bosættelserne". Skotske og engelske protestanter til provinserne Munster og Ulster samt grevskaberne Offaly og Laois (se også Irlands bosættelse). Bosætterne med engelsk og skotsk identitet skulle komme til at sætte sig på administrationen af landet. Der blev indført en række straffelove, der diskriminerede alle andre trosretninger end den officielle Anglikanske kirke i Irland. De primære ofre for disse love var katolikker og presbyterianere.

### Borgerkrig og straffelove, 1607-1691
Tekst mangler, hjælp os med at skrive teksten

## Unionen med Storbritannien, 1801-1922
Efter den irske opstand i 1798, vedtog de britiske og irske parlamenter unionsloven, der fusionerede det irske kongerige og det forenede kongerige Storbritannien (der selv var en fusion mellem Wales (1536), Skotland(1707) og England) til Det Forenede Kongerige Storbritannien og Irland. En del af de aftaler der lå bag unionsloven var at man ville komme med indrømmelser til de religiøse grupperinger, katolikker, presbyterianere og andre, der var blevet diskrimineret af straffelovene. Imidlertid satte Kong Georg III sig imod enhver indrømmelse.
I 1823 anførte den katolske advokat Daniel O´Connell – også kendt som "The Great Liberator" – i en succesfuld kampagne for katolsk frigørelse, der i 1829 førte til hans indvælgelse i det fælles parlament. Sidenhen førte han også an i en knap så succesrig kampagne om at tilbagekalde unionsloven.
Irland blev ramt af dets anden store hungersnød i 1845-1849, da en skimmelepidemi angreb kartoflerne, hvilket førte til sultedød og én masse udvandring. Betydningen af udvandringen var enorm fra at der boede 8 millioner før hungersnøden boede der i 1911 kun 4.4 millioner.
Det irske sprog, der engang var det eneste talte sprog på øen, hensvandt i brug i løbet af det 19. århundrede mest på baggrund af hungersnøden og indførelsen af den nationale skole, men også grundet ledende irske politikeres modstand mod det; det blev i store træk erstattet af engelsk.
Udover den etablerede nationalisme, fandt der en række af voldelige opstande sted; i 1803, under ledelse af Robert Emmet; i 1848 anført af The Young Irelanders, mest kendt her er Thomas Francis Meagher; og i 1867 opstanden ledt af det Irske Republikanske Fællesskab. Alle nedkæmpet, men fysisk udfoldet nationalisme forblev en understrøm i det 19.århundredes Irland.
I den sidste del af det 19. århundrede, var man endvidere vidne til en store jordreformer, spydspidsen i bevægelsen var Michael Davitts Land League der blev kendt for sine tre F´er; Fair Rent, free sale, fixity of tenure (rimelige renter, frit salg, ejendomstryghed). Fra 1870 og som et resultat af Jordkrigsbevægelsen og delvis grundet 1880´ernes Kampagneplan, gennemførte forskellige britiske regeringer en række Irske landlove – her var ikke mindst Wyndham Jordkøbsloven fra 1903 en milepæl for social medbestemmelse, da tidligere store godsejer-arealer blev opdelt og efterhånden givet til husmænd og forpagtere. Det brød effektivt problemet med fraværende godsejere og løste det årelange spørgsmål om den irske jord.
I 1870´erne blev spørgsmålet om irsk selvstyre igen aktualiseret, denne gang af Irish Parliamentary Party og dets karismatiske protestantiske leder – jordejeren Charles Stewart Parnell. Den britiske premierminister William Ewart Gladstone forsøgte at få hjemmestyret stemt igennem i såvel 1886 som i 1893, – begge gange uden held. Parnells kontroversielle lederskab endte da det blev opdaget at han var impliceret i en skilsmisseskandale, det blev afsløret at han havde boet sammen med Katherine O´Shea med hvem han havde tre børn, og som længe havde været separeret fra et andet irsk parlamentsmedlem.
Efter vedtagelsen af loven for lokalt selvstyre i Irland i 1898 blev der for første gang lagt fuldstændig demokratisk kontrol ud i lokale spørgsmål, med valg til Local County Council, – nu var magten fra de tidligere storjuryer brudt, debatten om totalt hjemmestyre blev efterfølgende intensiveret og spændinger mellem irske nationalister og irske unionister(de der ønskede at forblive i union med Storbritannien) blev mere hyppige. Det meste af øen var nationalistisk indstillet (katolske og bønder). Men i nordøst var man for en bevaring af unionen og generelt mere industrialiserede og protestantiske. Unionister frygtede at miste indflydelse samt økonomisk nedgang i et katolsk og landligt domineret katolsk hjemmestyret Irland. Nationalister var overbeviste om at de ville forblive økonomisk og politiske andenrangs borgere hvis ikke de opnåede hjemmestyre. Denne splittelse skabte to sekteriske bevægelser den unionistisk-protestantiske Orangeorden(den blev grundlagt i 1795) og den nationalistisk-katolske Ancient Order of Hibernians.

### Hjemmestyre, påskeopstanden 1916 og Uafhængighedskrigen
Pilen pegede kraftigt i retning af hjemmestyre da Irish Parliamentary Party (IPP), under ledelse af John Redmond, i 1910 blev tungen på vægtskålen i det engelske underhus og den tredje hjemmestyrelov blev fremlagt i 1912. Den unionistiske modstand viste sig øjeblikkelig med dannelsen af Ulster Volunteers. Irish Volunteers blev skabt som et modsvar og for at underbygge indførelsen af selvstyre.
I september 1914, netop som 1.verdenskrig var brudt ud, vedtog det britiske parlament endelig den tredje hjemmestyrelov der ville sikre irsk selvstyre, loven ville dog først træde i kraft når krigshandlingerne på kontinentet var ophørt. For at sikre implementeringen af hjemmestyret støttede nationalistiske ledere og IPP under Redmond briterne i krigen mod Centralmagterne. Kernen i Irish Volunteers var imod beslutningen, men flertallet forlod partiet og dannede National Volunteers der lod sig hverve til de irske regimenter 10th Irish Division og 16th Irish Division. Før krigens afslutning forsøgte briterne sig med to fælles forsøg på at implementere irsk hjemmestyre, et i maj 1916 og et med den Irske Kongres, 1917-18, men de irske parter (nationalister og unionister) var ikke i stand til at nå til enighed om hvorvidt Ulster skulle permanent unddrages eller om de skulle inkorporeres.
Perioden 1916-21 var præget af politisk vold og opstande, der endte ud i Irlands deling og uafhængighed for 26 af de 32 grevskaber. Påskeopstanden 1916, en opstand i Dublin, var et forfejlet forsøg på at skaffe hele Irland uafhængighed. Støtten til opstanden var begrænset i befolkningen, men den voldsomme straf oprørerne modtog medførte et holdningsskifte til fordel for uafhængighed i befolkningen. Da briterne udskrev værnepligt i foråret 1918 (som resultat af den tyske forårsoffensiv 1918 på vestfronten) blev dette holdningsskifte styrket kraftigt (se Værnepligtskrisen 1918). Ved decembervalget 1918 vandt Sinn Féin, rebellernes parti, trefjerdedele af de irske stemmer – i Januar 1919 forsamlede de irske parlamentsmedlemmer i Dublin for at danne et parlament bestående af alle 32 grevskaber, det første Dáil Éireann der hævdede uafhængighed for hele Irland.
Uvillige til at ville forhandle nogen anden aftale på plads end total uafhængighed for hele øen, udkæmpede IRA en guerillakrig fra 1919 til 1921 (Irske Uafhængighedskrig). I løbet af kampene og midt i megen bitterhed, blev den fjerde hjemmestyrelov, 1920 implementeret som nuvel sikrede hjemmestyre men også delte øen i et Nordirland og et Sydirland. I juli 1921 aftalte den irske og engelske regering at indgå en våbenhvile. I december 1921 underskrev repræsentanter fra begge regeringer den Anglo-Irske traktat. Den irske delegation blev ledt af Arthur Griffith og Michael Collins. Dette afskaffede den Irske republik og skabte i stedet Den Irske Fristat, et selvstyrende område i det britiske imperium som Canada og Australien. Ifølge traktaten kunne Nordirland trække sig ud af Fristaten og forblive i Det Forenede Kongerige, hvilket det gjorde øjeblikkeligt. I 1922, ratificerede begge parlamenter traktaten, der formaliserede uafhængigheden for de 26 grevskaber i den Irske Fristat (der i 1937 tog navnet Irland og i 1949 erklærede sig selv en republik); mens de seks grevskaber Nordirland opnåede hjemmestyre som en del af det Forenede Kongerige. I de kommende 75 år ville hvert respektive territorium være stærkt forbundet med henholdsvis katolsk og protestantisk ideologi, dog stærkest markeret i de seks grevskaber i Nordirland.

### Fristat og Republik, 1922-
Tekst mangler, hjælp os med at skrive teksten

### Nordirland

#### En protestantisk stat, 1921-72
Tekst mangler, hjælp os med at skrive teksten

#### Direkte styre, 1972-1998
Tekst mangler, hjælp os med at skrive teksten

#### Overdragelse og direkte styre, 1998-
Tekst mangler, hjælp os med at skrive teksten

## Yderligere læsning
- S. J. Connolly (editor) The Oxford Companion to Irish History (Oxford University Press, 2000) (engelsk)
- Tim Pat Coogan De Valera (Hutchinson, 1993) (engelsk)
- Norman Davies The Isles: A History (Macmillan, 1999) (engelsk)
- Nancy Edwards, The archaeology of early medieval Ireland (London, Batsford 1990). (engelsk)
- R. F. Foster Modern Ireland, 1600-1972 (engelsk)
- J. J. Lee The Modernisation of Irish Society 1848-1918 (Gill and Macmillan) (engelsk)
- F. S. L. Lyons Ireland Since the Famine (engelsk)
- Dorothy McCardle The Irish Republic (engelsk)
- T. W. Moody and F. X. Martin "The Course of Irish History" Fourth Edition (Lanham, Maryland: Roberts Rinehart Publishers, 2001). (engelsk)
- James H. Murphy Abject Loyalty: Nationalism and Monarchy in Ireland During the Reign of Queen Victoria (Cork University Press, 2001) (engelsk)
- http://www.ucc.ie/celt/published/E900003-001/ – the 1921 Treaty debates online. (engelsk)
- John A. Murphy Ireland in the Twentieth Century (Gill and Macmillan) (engelsk)
- Frank Pakenham, (Lord Longford) Peace by Ordeal (engelsk)
- Alan J. Ward The Irish Constitutional Tradition: Responsible Government & Modern Ireland 1782-1992 (Irish Academic Press, 1994) (engelsk)
- Robert Kee The Green Flag Volumes 1-3 (The Most Distressful Country, The Bold Fenian Men, Ourselves Alone) (engelsk)
- Carmel McCaffrey and Leo Eaton In Search of Ancient Ireland: the origins of the Irish from Neolithic Times to the Coming of the English (Ivan R Dee, 2002) (engelsk)
- Carmel McCaffrey In Search of Ireland's Heroes: the Story of the Irish from the English Invasion to the Present Day (Ivan R Dee, 2006) (engelsk)
- Hugh F. Kearney Ireland:Contested Ideas of Nationalism and History (NYU Press, 2007)] (engelsk)
- Nicholas Canny "The Elizabethan Conquest of Ireland"(London, 1976) ISBN 0-85527-034-9. (engelsk)

## Fodnoter
1. ↑  Moody, T.W. & Martin, F.X., eds. (1995). The Course of Irish History. Roberts Rinehart. s. 31-32. ISBN 1-56833-175-4. {{cite book}}: |first= har et generisk navn (hjælp)
2. ↑  History news netwok 9. september 2004. Hentet 1. april 2007.
3. ↑  Myths of British ancestry Arkiveret 26. september 2006 hos  Wayback Machine Stephen Oppenheimer. October 2006, Special report. Hentet 1. april 2007.
4. ↑  "Myths of British ancestry « Prospect Magazine". Arkiveret fra originalen 26. september 2006. Hentet 10. oktober 2008.
5. ↑  History News Network
6. ↑  Y-chromosome variation and Irish origins (pdf) Arkiveret 26. august 2005 hos  Wayback Machine
  - A Y Chromosne Census of the British Isles (pdf) Arkiveret 1. september 2012 hos  Wayback Machine
  - Scientists use Irish genes to uncover Europe's past Arkiveret 31. august 2010 hos  Wayback Machine
  - Gene Expression – CELTS AND ANGLO-SAXONS Arkiveret 29. januar 2008 hos  Wayback Machine
7. ↑  "Yes, the Romans did invade Ireland". British Archaeology.
8. ↑    - Philip Rance, ‘Attacotti, Déisi and Magnus Maximus: the Case for Irish Federates in Late Roman Britain’, Britannia 32 (2001) 243-270
9. ↑    - Carmel McCaffrey, Leo Eaton "In Search of Ancient Ireland" Ivan R Dee (2002)PBS 2002